# Miren Gallastegui
María Arrate Gallastegui Oyarzábal (Éibar, Guipúzcoa, 1961), conocida como Miren Gallastegui, es una abogada y política española. 
Actualmente es diputada del Parlamento Vasco. Anteriormente fue viceconsejera de Justicia del Gobierno Vasco.

## Biografía
Se licenció en Derecho en la Universidad del País Vasco en 1986 y ejerció la abogacía desde 1987 hasta 2016.
Afiliada desde joven al Partido Socialista de Euskadi-Euskadiko Ezkerra, fue concejala delegada de Consumo y Teniente de Alcalde del Ayuntamiento de Éibar (1995-2003), Concejala de Personal y miembro de la Junta de Gobierno del Ayuntamiento de Éibar (2003-2011), Concejala de Igualdad del Ayuntamiento de Éibar (2011-2015) y Concejala del Ayuntamiento de Anzuola (2015).
En 2007 entró a formar parte del Parlamento Vasco por el partido PSE-EE, donde ha sido portavoz de la Comisión de Justicia, Seguridad e Incompatibilidades (2007-2016). En 2016 fue nombrada Viceconsejera de Justicia del Gobierno Vasco, dentro del Ejecutivo del Lendakari Iñigo Urkullu. Tras el nombramiento de Rafaela Romero como Diputada de Movilidad y Ordenación del Territorio de Guipúzcoa en julio de 2019, Miren Gallastegui regresó al Parlamento Vasco.